# چیزی اتفاق افتاد
چیزی اتفاق افتاد (سوئدی: Någonting har hänt) یک فیلم به کارگردانی روی آندرسون است.